# Fleutiauxellus
Fleutiauxellus là một chi bọ cánh cứng trong họ 
Elateridae.
Chi này được miêu tả khoa học năm 1930 bởi Méquignon.

## Các loài
Các loài trong chi này gồm:
- Fleutiauxellus algidus (J. R. Sahlberg, 1883)
- Fleutiauxellus amamiensis (Ôhira, 1967)
- Fleutiauxellus awaensis Ôhira, 1994
- Fleutiauxellus babanus Kishii, 1994
- Fleutiauxellus cruciatus (Candèze, 1873)
- Fleutiauxellus curatus (Candèze, 1873)
- Fleutiauxellus dubius (Horn, 1871)
- Fleutiauxellus echigoanus Kishii, 1976
- Fleutiauxellus extricatus (Fall, 1926)
- Fleutiauxellus grandiniger Kim & Han in Kim, Han & Lee, 2000
- Fleutiauxellus houwau Kishii, 1992
- Fleutiauxellus insulsus (Candèze, 1873)
- Fleutiauxellus interstinctus (Lewis, 1894)
- Fleutiauxellus ishidai Kishii, 1976
- Fleutiauxellus katamon (Kishii, 1985)
- Fleutiauxellus kishiii Ôhira, 1967
- Fleutiauxellus manki (Fall, 1934)
- Fleutiauxellus maritimus (Curtis, 1840)
- Fleutiauxellus modestus (Lewis, 1894)
- Fleutiauxellus nikkoensis (Kishii, 1976)
- Fleutiauxellus niponicus (Kishii, 1957)
- Fleutiauxellus ohkawai Kishii, 1998
- Fleutiauxellus ohmi Kishii, 1976
- Fleutiauxellus optatus (Lewis, 1894)
- Fleutiauxellus parvus Kim & Han in Kim, Han & Lee, 2000
- Fleutiauxellus quadrillum (Candèze, 1873)
- Fleutiauxellus sabulo Han, 2000
- Fleutiauxellus shirahatai Kishii, 1976
- Fleutiauxellus sugiurai Kishii, 1993
- Fleutiauxellus tsukadai (Kishii, 1987)
- Fleutiauxellus tsushimensis Kishii, 1976
- Fleutiauxellus tutus (Lewis, 1894)
- Fleutiauxellus yezo Kishii, 1976
- Fleutiauxellus yezoensis Ôhira, 1973
- Fleutiauxellus yotsuboshi Kishii, 1976